# Нейфрейдентальська волость
Нейфрейдентальська волость — історична адміністративно-територіальна одиниця Одеського повіту Херсонської губернії.
Станом на 1886 рік — складалася з 2 поселень, 2 сільських громад. Населення — 1323 осіб (675 осіб чоловічої статі та 646 — жіночої), 133 дворових господарств.
|                     | Площа, десятин | У тому числі орної, дес. |
| ------------------- | -------------- | ------------------------ |
| Сільських громад    | 4140           | 2046                     |
| Приватної власності | 4408           | 2628                     |
| Казенної власності  | —              | —                        |
| Іншої власності     | 120            | 120                      |
| Загалом             | 8668           | 4794                     |

Поселення волості:
- Нейфрейденталь (Маринове) — колонія німців при ставку за 75 верст від повітового міста, 862 особи, 83 двори, лютеранський молитовний будинок, 3 лавки. За версту — школа. За 12 верст — римо-католицький молитовний будинок, школа.
- Гелененталь (Чорногірка) — колонія німців при ставку, 459 осіб, 50 дворів, лютеранський молитовний будинок.